# Liste des châteaux de l'oblast de Kaliningrad

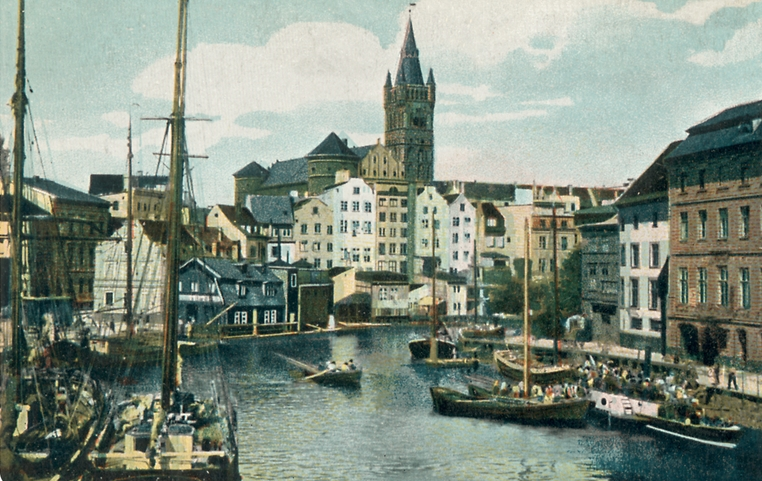
Tour du château de Königsberg. Le château domine la ville de Königsberg, ici son quartier de Kneiphof, au début du XXe siècle.

Les châteaux de l'oblast de Kaliningrad sont l'héritage de l'État monastique des chevaliers Teutoniques, qui a existé en Prusse-Orientale de 1226 à 1525. L'état de nombreux monuments de l'architecture médiévale est proche du catastrophique, à cause d'une politique inexistante de l'État, soviétique puis russe, même si des passionnés locaux, amoureux de l'histoire et de leur région, cherchent à les sauver. Si la rénovation du château de Tapiau est menée à son bout, cela pourrait redonner un espoir considérable pour les nombreuses ruines de l'oblast et de ses villes autrefois prussiennes.

## L'histoire des châteaux dans l'actuelle oblast de Kaliningrad

### Émergence
Le réseau de châteaux de Prusse orientale, dont une partie du territoire appartient aujourd'hui à l'oblast de Kaliningrad, a commencé à prendre forme lors de la conquête de la Prusse par les chevaliers de l'ordre teutonique lors des croisades baltes au XIIIe siècle. L'ordre a continué à construire des châteaux en pierre jusqu'en 1410.
Au total, une quarantaine de châteaux ont été construits sur le territoire de l'actuelle oblast de Kaliningrad. Au début, les chevaliers utilisaient principalement les forteresses des Prussiens. Ces forteresses se composaient généralement de remparts en terre et d'une palissade et étaient situées sur des collines. De nouveaux châteaux (c'est-à-dire des châteaux situés là où il n'y avait pas de forteresses prussiennes auparavant) ont également été construits sous la forme de fortifications en bois. Plus tard, des châteaux ont été reconstruits en brique et en pierre.

### Après la sécularisation de l'Ordre Teutonique
En 1525, le Grand Maître de l'Ordre teutonique, Albrecht de Prusse de la dynastie brandebourgeoise de Hohenzollern, converti au protestantisme, démissionne de son poste de Grand Maître et annonce la sécularisation des terres prussiennes - le territoire principal qui appartenait à l'Ordre teutonique. Quoique neveu du roi de Pologne Sigismond Ier, Albert mena une guerre contre lui de 1519 à 1521, qui se termina par une trêve de quatre ans (en). À la fin de la trêve il négocia avec son oncle un accord qui l’autorisait à se convertir à la religion luthérienne. Il réalisa par cette conversion la plus importante des sécularisations, celle de la Prusse teutonique. En contrepartie il accepta d'être vassal du roi de Pologne, allant prêter serment d'allégeance à Cracovie en 1525, passé dans l'histoire comme hommage prussien
Après la disparition de l'Ordre, certains châteaux ont été démantelés car inutiles, tandis que d'autres ont été adaptés pour servir de casernes, de bâtiments résidentiels, de prisons, etc. Dans la première moitié du XXe siècle, en raison du regain d'intérêt pour le passé, des musées ont été aménagés dans certains châteaux (par exemple, au château d'Insterbourg).
De nombreux châteaux ont souffert pendant la Seconde Guerre mondiale.

### Après la Seconde Guerre mondiale

#### Période soviétique
Après la guerre, certains châteaux ont été convertis aux besoins des nouveaux habitants de la région (dont des appartements communaux), mais les fortifications qui se sont avérées sans maître ont été progressivement détruites, certaines ont été délibérément détruites (par exemple, le château de Königsberg, déjà gravement endommagé pendant la Seconde guerre mondiale).

#### Regain d'intérêt
Après 1991, il y a eu un changement d'attitude envers le passé d'avant-guerre de la région, y compris les châteaux. Cependant, la plupart des châteaux, en particulier ceux situés dans des zones de la région rarement visitées par les touristes, continuent d'être détruits, souvent par les résidents locaux qui voient les châteaux comme une source de matériaux de construction bon marché.

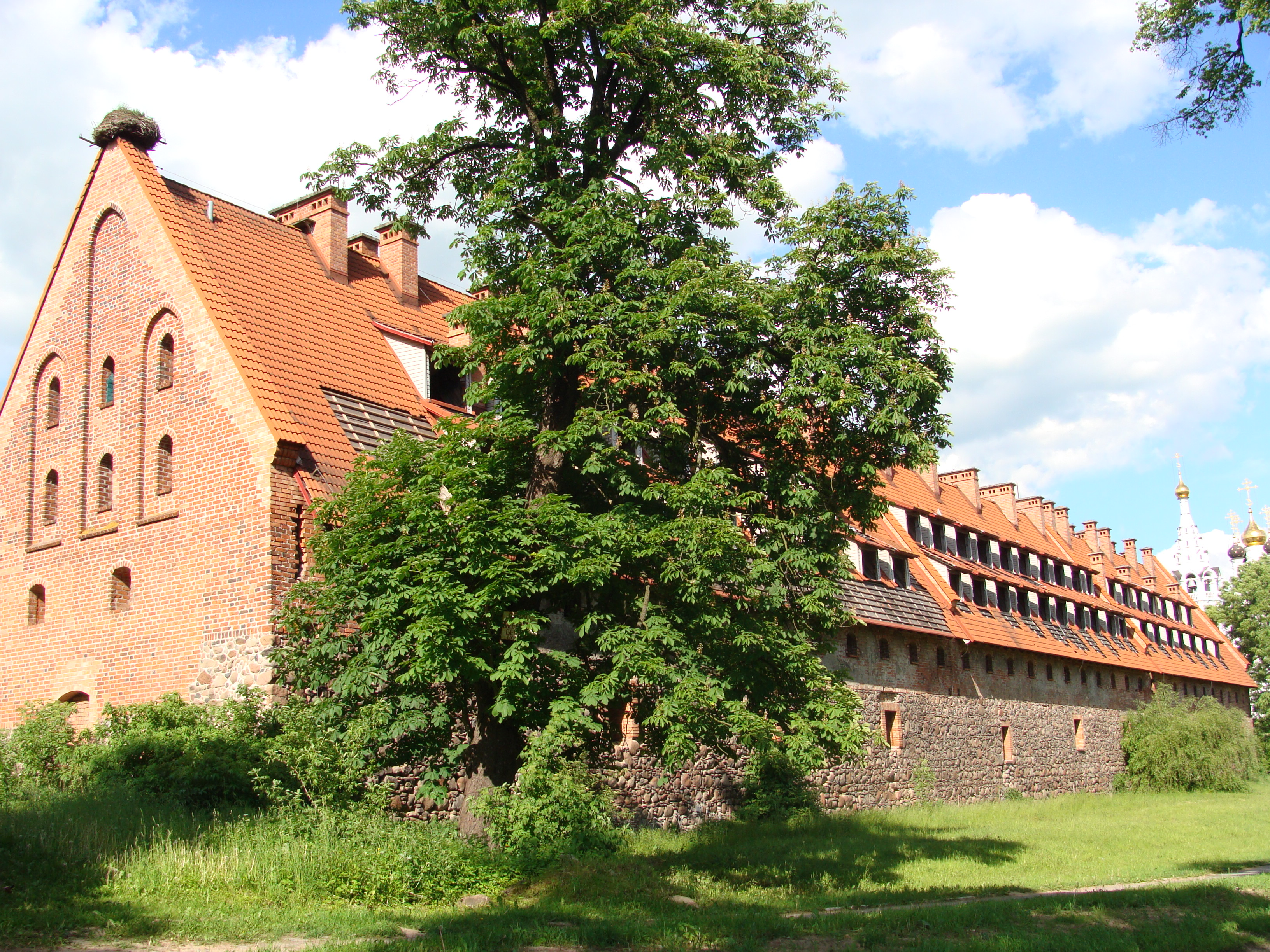
Château de Preußisch Eylau en 2010.

En 2006, les autorités régionales ont admis qu'elles n'étaient pas en mesure d'assurer la sécurité des châteaux préservés. L'ancien gouverneur de l'oblast George Boos (en), ainsi que la directrice du Centre de recherche et de production (NPC) pour la protection des monuments de l'oblast de Kaliningrad, Evgenia Suzdaltseva, estiment que les châteaux devraient être transférés à des entreprises privées qui recevront le droit d'utiliser les bâtiments historiques à leurs propres fins (par exemple, y équiper des hôtels), mais sous réserve de la préservation de l'aspect historique des bâtiments. Il existe déjà un tel précédent - au début des années 90, un investisseur privé a commencé à rééquiper le château de Preussisch-Eylau (à Bagrationovsk) en un hôtel et un restaurant. L'expérience s'est avérée infructueuse : en 1998, après avoir achevé les travaux à environ 80%, l'entreprise a fait faillite.
Aujourd'hui, des passionnés locaux, amoureux de l'histoire et de leur région, cherchent à les sauver.
En 2011, un nouveau château, le château de Nesselbeck, a été construit dans le village d'Orlovka, afin d'en faire un hôtel, un restaurant, avec aussi un musée sur l'Ordre Teutonique et l'Inquisition,.

#### Un nouveau danger: le transfert de châteaux à l'Église orthodoxe russe
En juillet 2009, l'Église orthodoxe russe a soumis à l'Agence fédérale de gestion des biens une proposition de transfert de deux châteaux, Schaaken et Georgenburg, à la propriété de l'Église orthodoxe russe. En 2010, les châteaux de Waldau, Georgenburg, Insterbourg ont été transférés à l'Église orthodoxe russe. En 2011, le château de Schaaken a également été transféré à l'Église orthodoxe russe. 
Par la suite, les châteaux de Ragnit, Labiau, Caymen, Gerdauen, Neuhausen, Taplaken ont également été transférés. Les châteaux de l'ordre, à la demande de l'Église orthodoxe russe, ont été reconnus comme des structures non défensives dans les lieux de culte, puisque chacun d'eux avait une chapelle, ce qui signifie que des services divins étaient célébrés. Sur cette base, ils ont été transférés à l'église. Cela a été fait pour que, selon la loi sur la restitution des biens de l'Église, les anciens propriétaires, luthériens et catholiques, ne puissent pas le réclamer, et l'Église orthodoxe russe pourrait augmenter considérablement le montant de ses biens dans l'oblast de Kaliningrad.
Mais les critiques de ce système sont nombreuses. Alors que les besoins de restauration augmentent toujours, l'État se condamne à ne pouvoir les réparer, étant donné qu'en Russie, il est impossible que l'État finance des travaux de restauration d'un bâtiment religieux.

#### Restauration du château de Tapiau
À l'automne 2021, le château de Tapiau fut au Musée d'histoire et d'art de Kaliningrad. En 2022, le château a obtenu un investisseur-locataire, la société Elmont, qui est prête à investir environ 2,5 milliards de roubles dans le projet de restauration du château. La même année, des travaux ont commencé sur le démantèlement des bâtiments sur le territoire du château, qui n'ont pas de valeur historique. En effet auparavant, le bâtiment était une prison, ce qui a permis de le sauver mais qui a entraîné l'ajouts de bâtiments indésirables.
La rénovation est motivée par l'intérêt économique. Rien qu'en juillet, alors que le bâtiment n'est même pas restauré, plus 3 000 personnes l'on visité selon l'entreprise chargé de restaurer le bâtiment historique. Alors que la guerre fait rage, les touristes russes (moscovites et Saint-Pétersbourgeois, les plus aisés) ont changé leur destination pour des destinations nationales, comme l'oblast et son patrimoine. Le lieu devrait être restauré selon l'origine d'ici 2024, et devrait bénéficier d'un prêt fédéral de 600 millions de roubles,.

## Liste

### Châteaux partiellement conservés
| Photo | Nom                  | Date de construction | Localité  | Notice            | Protection                                                              | Description |
| ----- | -------------------- | -------------------- | --------- | ----------------- | ----------------------------------------------------------------------- | --- |
|       | Château Waldau       | 1264                 | Nizovié   | n°391510352370005 | Objet patrimonial culturel de Russie d'importance régionale (2007)      | Le château a perdu ses murs nord depuis le XVIIIe siècle. Certaines fondations subsistent. Le corps de logis du château, une dépendance et un petit mur entre eux ont été conservés. Le corps de logis du château est en mauvais état. L'aile survivante du château abrite le musée du château de Waldau. En 2010, le château a été transféré à l'Église orthodoxe russe. |
|       | Château de Labiau    | 1280                 | Polessk   | n°391510278580006 | Objet patrimonial culturel de Russie d'importance fédérale (1960)       | Le château a été reconstruit et altéré pendant les années soviétiques. Cela lui a permis de survivre, bien que de nombreux éléments décoratifs aient été perdus. Maintenant utilisé comme musée. Le château est en mauvais état. |
|       | Château de Neuhausen | 1292                 | Gourievsk | n°391611384200006 | Objet patrimonial culturel de Russie d'importance fédérale (1960, 2023) | Le château a été reconstruit et altéré pendant les années soviétiques. Cela lui a permis de survivre, bien que de nombreux éléments décoratifs aient été perdus. Maintenant, il est utilisé pour les besoins des ménages - il existe un garage. Le château est en mauvais état. |
|       | Château de Tapiau    | 1265                 | Gvardeïsk | n°391510335480006 | Objet patrimonial culturel de Russie d'importance fédérale (1960)       | Au XVIe siècle, 3 des 4 bâtiments qui composaient la structure principale du château ont été perdus. Tous les murs, tours et locaux annexes ont également été perdus, mais au cours des siècles suivants, de nouveaux bâtiments ont été achevés à leur place. Les parties du château qui ont survécu jusqu'au XXe siècle sont en bon état, puisqu'il y avait une prison dans le château jusqu'en 2021 et que les bâtiments étaient surveillés. À l'automne 2021, le château a été transféré au Musée d'histoire et d'art de Kaliningrad. En 2022, le château a obtenu un investisseur-locataire, la société Elmont, qui est prête à investir environ 2,5 milliards de roubles dans le projet de restauration du château. La même année, des travaux ont commencé sur le démantèlement des bâtiments sur le territoire du château, qui n'ont pas de valeur historique. |

### Châteaux conservés en ruines
| Photo | Nom                         | Date de construction | Localité       | Notice            | Protection                                                              | Description |
| ----- | --------------------------- | -------------------- | -------------- | ----------------- | ----------------------------------------------------------------------- | --- |
|       | Château de Balga            | 1250                 | Vessioloïe     | n°391510336750005 | Objet patrimonial culturel de Russie d'importance régionale (2007)      | Seules les ruines du faubourg et l'église du château ont survécu à ce jour. En 2021, l'Agence fédérale pour la gestion et l'utilisation des monuments historiques et culturels a loué le château à ANO Fortification Heritage de l'oblast de Kaliningrad. Les locataires ont l'intention de restaurer partiellement le château. |
|       | Château de Brandenburg      | 1266                 | Ouchakovo      | n°391510278530005 | Objet patrimonial culturel de Russie d'importance régionale (2007)      | A la fin du XXe siècle, le château était en ruine. Des bâtiments du château, les murs en ruine des quartiers d'habitation, les murs de l'ancien entrepôt du château et des fragments du mur défensif ont été conservés. En 2017, le ministère russe de la Culture a alloué 15 millions de roubles pour la restauration du château. Les ruines du château ont été dégagées, fortifiées et partiellement restaurées, le territoire a été protégé. Le château est devenu un lieu de reconstitutions et de fêtes historiques. Il y a des visites guidées autour du parc du château. |
|       | Château de Georgenbourg     | 1264                 | Maïovka        | n°391510290250005 | Objet patrimonial culturel de Russie d'importance régionale (2007)      | Le château est en ruines, une partie des bâtiments du château est sans toit. En 2010, il a été transféré à l'Église orthodoxe russe. Légèrement réparé par l'église et les bénévoles. Le château abrite un musée animalier et des ateliers. |
|       | Château Gross Wonsdorf      | 1356                 | Kourotnoïe     | n°391510360750005 | Objet patrimonial culturel de Russie d'importance régionale (2007)      | Au XVIIIe siècle, le château était souvent visité par Emmanuel Kant, car il était un ami de la famille du propriétaire. En 1830, un grave incendie se déclare dans le château, après quoi le château n'est pas restauré et est démantelé pour les matériaux de construction. De tous les bâtiments, seule la tour de la porte a survécu. |
|       | Château de Saalau           | 1352                 | Kamenskoïe     | n°391510348060005 | Objet patrimonial culturel de Russie d'importance régionale (2007)      | Le château est une ruine avec des restes de murs envahis de buissons et d'arbres. |
|       | Château d'Insterbourg       | 1336                 | Tcherniakhovsk | n°391610572770006 | Objet patrimonial culturel de Russie d'importance fédérale (1960)       | Le château est en ruines. En 2010, il a été transféré à l'Église orthodoxe russe. Une partie des locaux est utilisée comme centre d'histoire locale. |
|       | Château de Kaïmen           | 1352                 | Zaretchié      | n°391510335520005 | Objet patrimonial culturel de Russie d'importance régionale (2007)      | Le château est une ruine avec des restes de murs envahis de buissons et d'arbres. |
|       | Château de Kreuzbourg       | 1240                 | Slavskoïe      |                   |                                                                         | Seuls des fragments des murs ont survécu du château. |
|       | Château de Lochstädt        | 1270                 | Baltiïsk       | n°391841317970006 | Objet patrimonial culturel de Russie d'importance fédérale (1991, 2018) | Du château, seuls les donjons et les fondations ont été conservés. |
|       | Château de Norkitten        | 1469                 | Mejdouretchié  |                   |                                                                         | Après la guerre de Sept Ans et la campagne de Russie, le château est détruit. En 1818-1820, un nouveau château néo-romantique est construit à l'emplacement du château de l'ancien ordre. À la fin du XXe siècle, seules quelques dépendances et écuries considérablement reconstruites ont survécu du château. Ces bâtiments abritent aujourd'hui des ateliers de réparation de fermes collectives. |
|       | Château de Preussisch Eylau | 1325                 | Bagrationovsk  | n°391510334460005 | Objet patrimonial culturel de Russie d'importance régionale (2007)      | À la fin du XXe sièclee, le château a été en grande partie détruit. Dans les années 1990, la partie restante du château a été reconstruite en hôtel, mais en raison de la faillite de l'investisseur, les travaux n'ont pas été achevés. En 2022, le château de Preussisch-Eylau a été vendu pour 7,6 millions de roubles aux enchères de la société GreenArt Development. Le nouveau propriétaire envisage de doter le château d'un hôtel, d'un restaurant et d'un centre pédagogique                                                                                          |
|       | Château de Ragnit           | 1289                 | Neman          | n°391510287540005 | Objet patrimonial culturel de Russie d'importance régionale (2007)      | Une partie importante du château a été préservée, mais sous forme de ruines abandonnées. En 2010, le château a été transféré à l'Église orthodoxe russe. En 2019, le château est loué par la société Tilsit-Ragnit. Un certain nombre de mesures ont été prises pour dégager le territoire du château et de ses caves, des interventions d'urgence et des travaux de conservation ont été effectués. La tour de l'horloge a été réparée et l'ancienne horloge a été lancée, et la zone autour du château a été protégée.                                                        |
|       | Château de Taplaken         | 1336                 | Talpaki        | n°391510335740005 | Objet patrimonial culturel de Russie d'importance régionale (2007)      | Le château a été en grande partie détruit. Plusieurs familles vivent dans la partie la plus préservée du château de l'époque soviétique. |
|       | Château de Tilsit           | 1410                 | Sovetsk        | n°3930186000      | Objet patrimonial culturel de Russie d'importance régionale (2007)      | Seule une partie en ruines du mur de la citadelle est restée du château. En 1995, le terrain avec les vestiges du château a été vendu à des particuliers. Aujourd'hui, une entreprise de construction privée est implantée dans les ruines du château. |
|       | Château de Fischhausen      | 1268                 | Primorsk       | n°391710978380004 | Objet patrimonial culturel de Russie d'importance régionale (2007)      | Seuls des fragments de murs en ruines ont survécu du château. |
|       | Château de Friedland        | 1312                 | Pravdinsk      | n°3900733000      | Objet patrimonial culturel de Russie d'importance régionale (2007)      | Du château, les vestiges des murs de la forteresse et des fragments des douves ont été conservés. |
|       | Château de Schaaken         | 1270                 | Nekrasovo      | n°391510335500005 | Objet patrimonial culturel de Russie d'importance régionale (2007)      | Au XVIIIe siècle, le tsar Pierre Ier et la future impératrice Catherine Ire ont séjourné au château de Schaaken. Le château est dans un état sensiblement en ruines. En 2011 il fut transféré à l'Église orthodoxe russe. Légèrement réparé par l'église et les bénévoles. Une partie du château est occupée par le Musée des traditions locales et le Musée de l'Inquisition médiévale. Il accueille également des événements d'entreprise, des festivals et des programmes d'infodivertissement pour les touristes.                                                           |

### Châteaux convertis en domaines et palais
| Photo | Nom                 | Date de construction | Localité       | Notice            | Protection                                                         | Description |
| ----- | ------------------- | -------------------- | -------------- | ----------------- | ------------------------------------------------------------------ | --- |
|       | Château de Lauken   | 1260                 | Saransk        | n°391510343990004 | Objet patrimonial culturel de Russie d'importance régionale (2007) | Le château a été reconstruit en palais au XVIe siècle. Les caves de commande intactes sont restées du château. De nos jours, le palais abrite une école, grâce à laquelle le bâtiment est en bon état. |
|       | Château de Gerdauen | 1315                 | Jeleznodorojny | n°391510344530005 | Objet patrimonial culturel de Russie d'importance régionale (2007) | Au XIXe siècle, le château est vendu au baron von Romberg, dont le fils fait démolir les anciens bâtiments et construit un manoir, qui n'hérite que des caves du château. À la fin du XXe siècle, le manoir était en ruine. Il y a d'anciennes caves, des portes de manoir, des fragments de murs et une petite dépendance dans la partie ouest du manoir. |

### Châteaux perdus

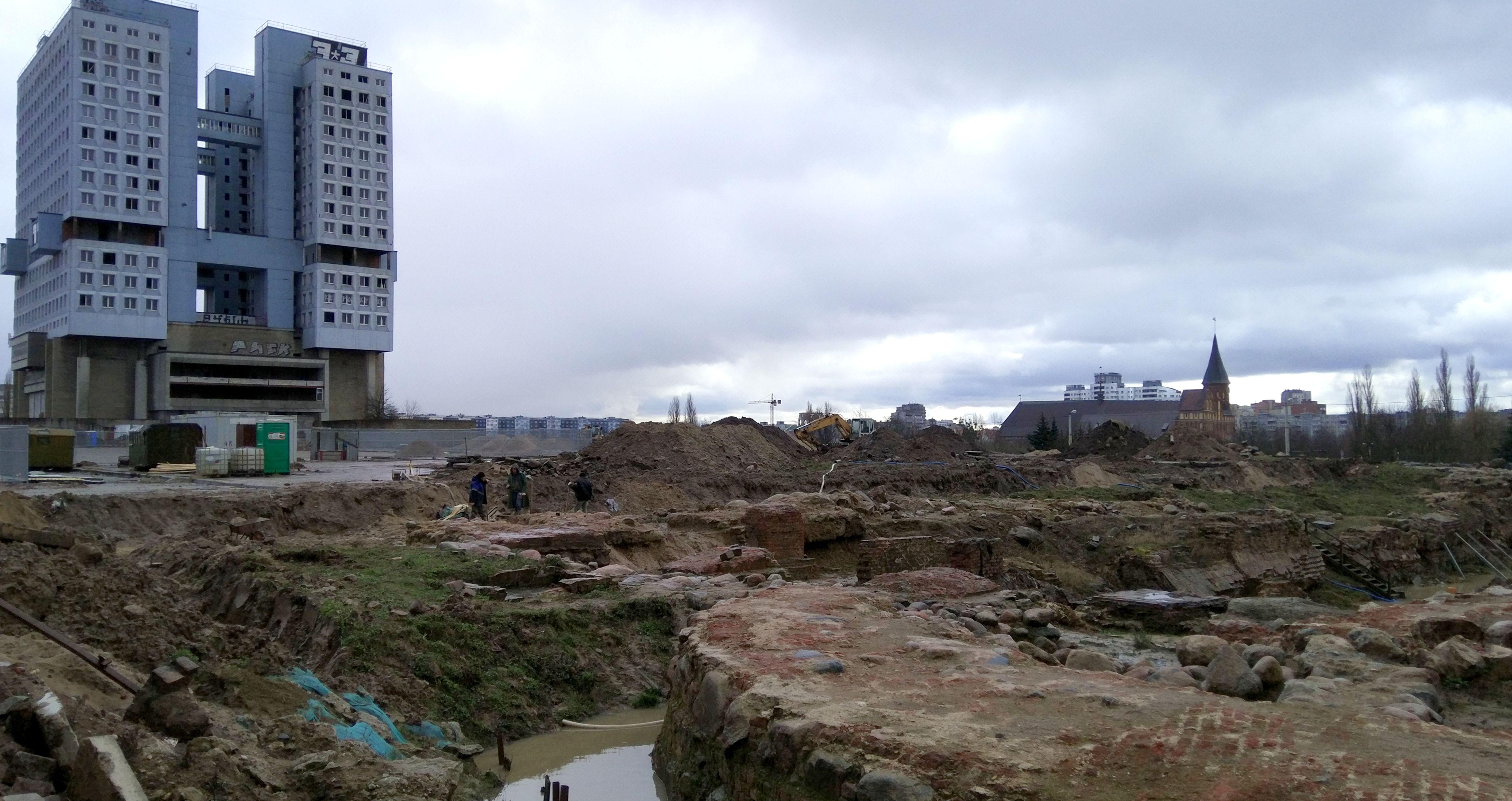
Fouilles en 2018. Le lieu du château est désormais occupé par la Maison des Soviets, elle en cours de démolition depuis mai 2023

- Königsberg (Kaliningrad) est le principal château de la Prusse orientale. Fortement endommagé pendant la Seconde Guerre mondiale au cours des bombardements de Königsberg. En 1967, les ruines du château ont explosé. Fondation et caves du château en partie conservées. En 2022, les ruines du château précédemment fouillées ont été mises sous cocon et à nouveau recouvertes de sable et de terre.
- Allenburg (Droujba) : le château a été démoli au XVe siècle. L'emplacement exact est inconnu.
- Vargen (Kotelnikovo) : (sud-ouest du village, sur les rives de l'étang de l'école près de la route de Loubline) a été fondée en 1270, reconstruite plusieurs fois, finalement détruite au XIXe siècle.
- Velau (Znamensk) : en 1280 ou 1281, lors de l'attaque des Yotvinguiens (en), elle fut prise.
- Germau (Rousskoïe) est l'un des châteaux sur le territoire du raïon de Zelenogradsk. Non conservé.
- Kamsvikus (dans un méandre de l'Angrapa au sud-ouest du village de Timofeïevka) est une forteresse prussienne et une colonie de Kamswykus. Brûlé par les Frères de l'Ordre en 1274 ; restauré par la suite. Finalement détruit en 1409. Le rempart envahi par la forêt se distingue à peine.
- Laptau (Mourom) est l'un des petits châteaux de la région de Zelenograd. Non conservé.
- Lentsenberg (à l'ouest du village de Ladyguino) : non conservé. Il y a des restes d'un fossé et des pirogues de la Seconde Guerre mondiale.
- Medenau (Logvino) est l'un des petits châteaux sur le territoire de la région de Zelenograd. Non conservé.
- Neuhaus (Zelenogradsk) : Il était situé sur la flèche curonienne, dans la région de la ville moderne de Zelenogradsk. L'emplacement exact est inconnu.
- Pillkoppen (Morskoïe) : situé sur la flèche curonienne, sur une colline à 3 km au sud du village moderne de Morskoïe.
- Pobeten (Romanovo) est l'un des châteaux sur le territoire de la région de Zelenograd. Les vestiges du château en 1912 ont été démantelés pour les matériaux de construction. Il y a un cimetière dans une partie du parc du château. Non conservé.
- Povunden (Khrabrovo) - au XVIe siècle, ils ont commencé à se désassembler en briques pour la réparation du château de Laptau (aujourd'hui le village de Mourom). Finalement démoli en 1870. Jusqu'en 2019, un ancien bâtiment d'habitation, faisant partie des caves médiévales, était conservé sur les fondations de l'enceinte défensive.
- Ragnit (Neman) : Ancienne forteresse de Scalovie. C'était l'un des principaux centres du pays des scaloviens, également le premier emplacement du château de Ragnit. En 1275, les troupes teutoniques sous le commandement de Vogt Dietrich von Lidelau assiègent la forteresse de Ragnit. L'assaut qui avait commencé fut interrompu, puis a repris, cependant, il a essuyé le feu des archers et a été contraint de battre en retraite. Le deuxième assaut réussit. Les hommes à l'intérieur ont été exterminés, et les enfants et les femmes ont été emmenés en captivité, la forteresse a été incendiée. À la fin des XIIIe - XIVe siècle, la forteresse a été attaquée à plusieurs reprises par les Lituaniens et les Samogitiens. En 1385, il fut décidé de construire un nouveau château en pierre à Ragnit. Cependant, l'ancien site était totalement inadapté à cela, de sorte que le château a été déplacé de 2 km en aval du Neman. Non conservé.
- Rossitten (Rybatchy) : situé sur l'isthme de Courlande dans le village moderne de Rybatchy ; l'emplacement exact est inconnu.
- Rudau ( Melnikovo ) : le site de la bataille historique de Rudau (en). Les ruines n'ont pas été conservées.
- Tirenberg (Krasnovka) : situé dans le raïon de Zelenogradsk, la localité existante la plus proche : Krasnovka. Les ruines n'ont pas été conservées.
- Le château de Schalauerburg (Kotelnikovo) : (allemand : Paskalven) était situé au nord du village moderne. Kotelnikovo, sur le site de l'ancienne localité de Paskalven. Peter de Doesburg mentionne l'endroit comme la forteresse de Scalovie. En 1293, le château de Schalauerburg a été érigé sur le site de l'ancienne forteresse. Au cours de son existence, il a été assiégé à plusieurs reprises par les Lituaniens et détruit. Après que le château a été de nouveau pris par les Lituaniens en 1365, il n'a plus été restauré. L'ancienne colonie est située sur une colline d'environ 12 m de haut, de forme ovale, de 150 × 120 m, jouxte un ravin profond à l'est et une entrée est située à l'ouest.

### Nouveau château
| Photo | Nom                   | Date de construction | Localité     | Notice | Protection | Description |
| ----- | --------------------- | -------------------- | ------------ | ------ | ---------- | --- |
|       | Château de Nesselbeck | 2011                 | Orlovka (ru) |        |            | Château purement commercial, contenant un hôtel, un restaurant, avec aussi un musée sur l'Ordre Teutonique et l'Inquisition,. |